# Łódź Andrzejów
Łódź Andrzejów – przystanek osobowy i posterunek bocznicowy szlakowy położony na wschodnich obrzeżach Łodzi, na terenie osiedla Andrzejów, na trasie łódzkiej odnogi Kolei Warszawsko-Wiedeńskiej.

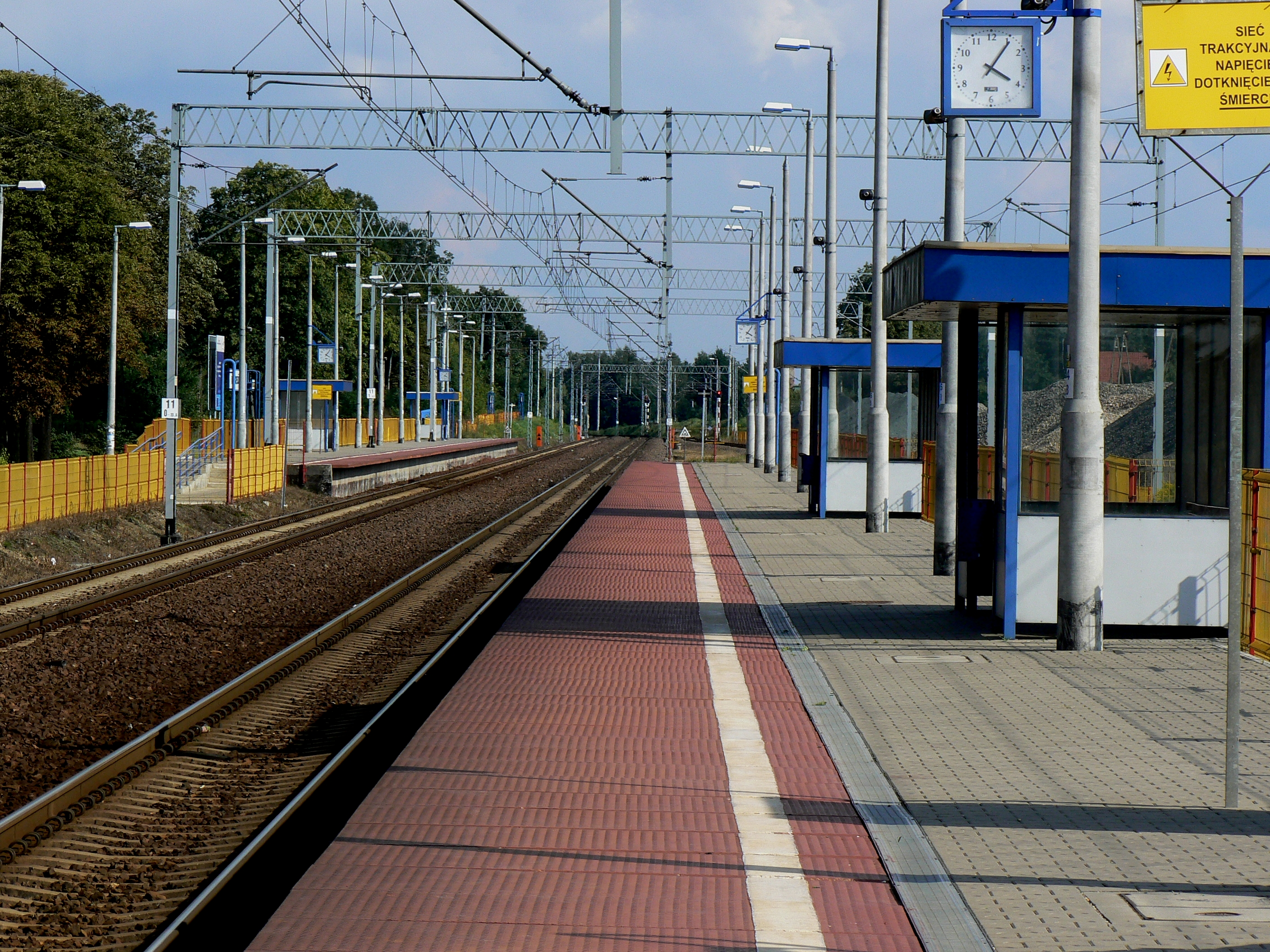
Nowe perony na stacji Łódź-Andrzejów, 2011 rok

## Ruch pasażerski
| Rok  | Wymiana pasażerska na dobę |
| ---- | -------------------------- |
| 2017 | 200-299                    |
| 2022 | 700-999                    |

Historia dworca sięga początków XX wieku: stacja w podłódzkim wówczas Andrzejowie była jednym z istotniejszych przystanków na trasie wiodącej z Łodzi do Koluszek. W późniejszym okresie, wraz z rozwojem dworca Łódź Widzew, traciła na znaczeniu, obecnie zatrzymują się tam tylko pociągi podmiejskie oraz, na wchodzącej w skład stacji bocznicy, pociągi towarowe (zsypujące grys, żwir itp). Budynek dworca, niegdyś zawierający kasy biletowe i poczekalnię, został wyburzony w 2008 r.